# Slag om Ohrid
De Slag om Ohrid was een veldslag tussen de Liga van Lezhë en het Ottomaanse Rijk in september 1464 uitgevochten in Ohrid.
De Venetiaanse paus Pius II plande een kruistocht tegen de Ottomaanse sultan Mehmet II en zegde het Albanese leger een rijkelijke beloning toe om hem aan te vallen. Skanderbeg accepteerde het aanbod en viel het Ottomaanse grondgebied op 14 of 15 september 1464 aan met de Liga van Lezhë.
Op de dag van de veldslag hield Skanderbeg een toespraak waarin hij zijn soldaten aanmoedigde voor de komende strijd. Vervolgens wees hij Pekë Emmanuelli en Pjetër Engjëlli aan als commandanten van een subgroepering van het leger. Aan het hoofd van 500 Albanese soldaten moesten ze een vuurgevecht uitlokken met Ottomaanse grensbewakers en daarna doen alsof ze zich zouden terugtrekken en overgeven, waarop andere Albanese eenheden zouden opduiken. De valstrik verliep zoals gepland. De aanval van Skanderbeg op de Ottomanen doodde 10.000 soldaten. De Albanese verliezen waren minimaal.
Slagen van Arianit (voor Skanderbeg) · Slag van Torvioll · Eerste Slag van Mokra · Slag van Otonetë · Albanees-Venetiaanse Oorlog · Eerste Slag van Oranik · Beleg van Svetigrad · Eerste Beleg van Krujë · Slag van Modrica · Eerste Slag van Meçad · Eerste Slag van Pollog · Beleg van Berat · Tweede Slag van Oranik · Slag van Ujëbardha · Italiaanse expeditie · Eerste Slag van Mokra · Macedonië-veldtocht (Tweede Slag van Mokra, Tweede Slag van Pollog, Slag van Livad) · Slag van Ohrid · Eerste Slag van Vajkal · Derde Slag van Oranik · Ballaban's veldtocht (Tweede Slag van Vajkal, Slag van Kashari) · Slag van Kumaniv · Tweede Beleg van Krujë · Derde Beleg van Krujë · Vierde Beleg van Krujë (na de dood van Skanderbeg)